# Бехарри, Джонсон
Джонсон Гидеон Бехарри (англ. Johnson Gideon Beharry; род. 26 июля 1979, Гренада) — британский военнослужащий гренадского происхождения, младший сержант Королевского полка принцессы Уэльской. Кавалер креста Виктории.
Родился в 1979 году на Гренаде. Рос в бедности, в поисках лучшей жизни в 1999 году эмигрировал в Великобританию. Работал в строительной отрасли, но вскоре связался с уличной бандой и занялся наркоторговлей. В 2001 году решил коренным образом изменить свою жизнь и вступил в Британскую армию.
В рядах Королевского полка принцессы Уэльской служил в Косово и Северной Ирландии, а в 2004 году был командирован на иракскую войну. Будучи водителем бронемашины «Warrior», в звании рядового дважды отличился в боях с иракскими повстанцами в городе Эль-Амара в мухафазе Майсан.
1 мая вывел свою машину из засады, подобрав по пути ещё пятерых солдат. Получив множественные ранения и травмы, вытащил трёх раненых из машины в безопасное место. После лечения снова вернулся к службе. 11 июня машина под управлением Бехарри снова попала в засаду. Несмотря на черепно-мозговую травму, он опять смог вывезти своих товарищей из окружения.
После сложной нейрохирургической операции прошёл длительное лечение, в ходе которого заново учился говорить и ходить. В 2005 году был удостоен креста Виктории, став первым его кавалером с 1982 года и первым прижизненно награждённым с 1965 года. После награждения остался на службе, в 2012 году был повышен до младшего сержанта. Ныне занимается активной общественной деятельностью в среде ветеранского движения.

## Биография

### Молодые годы
Джонсон Гидеон Бехарри родился 26 июля 1979 года на Гренаде, в бывшей Британской Вест-Индии (по другим данным — 27 июля). Родители — Майкл и Флоретт Бехарри. В семье было ещё семь детей — четыре брата и три сестры. Бехарри вели нищенское существование, жили в хижине из двух комнат в округе Сент-Марк, питание составляли лишь бобы и рис, а дети каждый день по три мили ходили босиком в школу. Семья была настолько бедна, что отец зарабатывал на жизнь уходом за соседской коровой, потому что не мог позволить себе завести собственную. Он также злоупотреблял алгоколем и применял насилие к членам своей семьи, ввиду чего мать вскоре отправила Джонсона жить к родственникам. В 13 лет он бросил учёбу и устроился чернорабочим. Будучи слесарем, Бехарри увлёкся вождением автомобилей и изучением устройства их двигателей.
Решив изменить свою жизнь, Бехарри накопил средств на билет на самолёт и 6 августа 1999 года прибыл в Великобританию. Поселившись у родственников в Лондоне, он начал работать в строительной отрасли. Проживая в Хитроу, Бехарри связался с уличной бандой, в результате чего начал пить и употреблять наркотики, а также сам торговал мариуханой и кокаином. Наблюдая за тем, как его друзья отправляются в тюрьму, вскоре Бехарри покончил с криминалом и впоследствии отмечал, что предпосылкой к этому решению стала боязнь превратиться в подобие своего жестокого отца-алкоголика. После этого Бехарри поступил в Каршалтон-колледж и начал работать в журнале «Vogue Magazine», а также трудился маляром-штукатуром.

### Военная служба
Однажды по пути на работу Бехарри увидел рекламу военной службы и заинтересовался предложением. Отрезав свои дреды, в августе 2001 года он вступил в Британскую армию и начал нести службу в Королевском полку принцессы Уэльской. По собственным словам, Бехарри расценил армию как шанс навсегда уйти с улицы, несмотря на то, что получал на тот момент всего лишь 40 фунтов стерлингов жалования в месяц: служба полностью изменила его взгляд на жизнь, научив дисциплине и уважению к другим, а также наделив его чувством сопричастности с чем-то великим. После прохождения 6-недельного обучения в Каттерикском гарнизоне, в марте 2002 года Бехарри стал водителем боевой машины пехоты «Warrior» в составе роты «C» 1-го батальона Королевского полка. На этой должности Бехарри прослужил шесть месяцев в Косово, а также три месяца в Северной Ирландии — в рамках операции «Знамя».
В апреле 2004 года рота «C» 1-го батальона Королевского полка принцессы Уэльской была направлена в Ирак для участия в операции «Telic». Впоследствии командир 1-го батальона лейтенант-полковник Мэтт Маер отметил, что его подразделение в течение пяти месяцев ежедневно принимало участие в боях с милицией Махди, а число вооружённых столкновений достигло восьми сотен. Бехарри служил в 56-градусной жаре с одним перерывом в день на 30 минут, вследствие чего его вес снизился с тринадцати до восьми стоунов за два месяца. По словам Бехарри, ему в то время не терпелось как можно скорее вступить в бой.

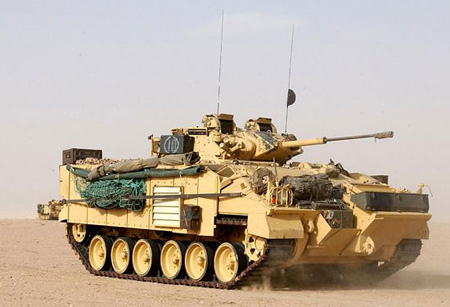
Бронемашина «Warrior» в песочном камуфляже, 2004 год

1 мая экипаж бронемашины «Warrior» под управлением рядового Бехарри был вызван на помощь отряду пехоты, попавшему в засаду во время патрулирования города Эль-Амара в мухафазе Майсан. Проезжая по дороге, солдаты взвода заметили, что она совершенно безлюдна — возможный признак наличия в этом районе засады. «Warrior» подвергся обстрелам из гранатомётов, машине был причинён значительный ущерб, в том числе была полностью нарушена радиосвязь. Были ранены командир взвода, орудийный наводчик и несколько солдат, находившихся в машине. Из-за повреждения перископа и заполнения кабины чёрным дымом Бехарри был вынужден открыть люк, буквально положив голову на бруствер для должного управления машиной и подверг себя вражескому огню из стрелкового оружия. Действуя по собственной инициативе, Бехарри вывел машину из засады, проехав около мили через вражеские баррикады и подобрав по пути пятерых солдат. В ходе трёх перебежек к машине он вытащил из-под продолжавшегося огня трёх своих сослуживцев. Сделав всё, что было в его силах, Бехарри упал без сил от физического и морального истощения. Он был доставлен в полевой госпиталь с пулевым ранением, тепловым ударом и повреждением позвоночника, однако отказался вернуться домой. Выздоровев, Бехарри был переведён в отдел технического обслуживания транспортных средств и вскоре снова начал участвовать в патрулированиях.
11 июня экипаж бронемашины «Warrior» под управлением Бехарри возвращался с рядового дежурства через Эль-Амару. Внезапно машина была обстреляна из реактивных гранатомётов. Один из снарядов попал в лобовую броню и взорвался в шести дюймах (15 сантиметров) от головы Бехарри, вследствие чего он получил серьёзные осколочные ранения лица и головного мозга. В результате взрывов других снарядов были ранены и выведены из строя ещё несколько членов экипажа машины, в том числе командир взвода. Несмотря на опасные для жизни ранения и залившееся кровью лицо, Бехарри сохранил управление своей автомашиной и смог вырулить из района засады до того, как потерял сознание. Вместе со своими товарищами он был спасён членами экипажей других машин. Позже Бехарри признавался, что в тот момент «просто делал свою работу», а страх от произошедшего пришёл только после окончания боя: «Я просто думал о парнях в автомашине и парнях позади меня».
Бехарри был перевезён в полевой госпиталь в деревне Шайбах к югу от Басры, а затем эвакуирован в Кувейт, где две недели был подключён к поддерживающей жизнь аппаратуре. После прихода в сознание его вывезли в Великобританию, а именно в Королевский колледж оборонной медицины в Селли-Оке (Бирмингем). Во время лечения Бехарри была проведена 8-часовая нейрохирургическая операция, в ходе которой он потерял до 40 % своего мозга. Одновременно врачи с помощью титановых пластин восстановили его череп, включая лицевые кости, одну глазницу, а также нос. В течение двух недель Бехарри находился в коматозном состоянии. Врачи полагали, что у него есть только один шанс из ста на выздоровление, и вообще давали неутешительные прогнозы по возвращению Бехарри к нормальной жизни. После прихода в сознание он прошёл курс реабилитации в Реабилитационном центре оборонных медицинских услуг «Хидли-Корт» в Хидли (Суррей), где заново научился говорить и ходить.

### Награждение крестом Виктории
18 марта 2005 года Бехарри был награждён крестом Виктории. Соответствующее представление министерства обороны Великобритании было опубликовано в официальной газете правительства «The London Gazette».

Уайтхолл, Лондон SW1
18 марта 2005
Королева любезно одобрила награждение Крестом Виктории:
АРМИЯ
25136865 Рядовой Джонсон Гидеон Бехарри, Королевский Полк Принцессы Уэльской
Рядовой Бехарри совершил два подвига, благодаря которым он спас жизни своих товарищей. Оба подвига были совершены непосредственно перед лицом врага, под сильным огнём, с большим риском для себя (в одном из них он получил очень серьёзные травмы). Его доблесть достойна самого высокого признания.
В первые часы 1 мая 2004 года роте Бехарри было приказано пополнить изолированный форпост Коалиционных Сил, расположенный в центре неспокойного города Эль-Амара. Он был водителем боевой бронированной машины Warrior командира взвода. Его взвод входил в резерв роты и получил приказ о немедленном выдвижении. В качестве основного подразделения его рота вошла в город, чтобы произвести пополнение, где им было поручено пройти через ряд вражеских засад для спасения пеших патрулей, оказавшиеся скованными упорным огнём из стрелкового оружия и тяжёлых пулемётов, а также атаками с применением самодельных взрывных устройств и реактивных гранатомётов.
Взводу Бехарри по радио была поставлена задача прийти на помощь оставшейся части роты, пытавшейся освободить отрезанный пеший патруль. После того как его взвод миновал круговой перекрёсток на пути к находящемуся дальше патрулю, им стало известно, что на дороге к фронту отсутствует всякое движение и нет гражданских лиц — это был признак вероятного нахождения засады впереди. Командир взвода приказал остановить машину для оценки ситуации. Машина была тут же обстреляна из нескольких реактивных гранатомётов. Очевидцы сообщали, что рядом с машиной прогремели несколько сильных взрывов, которые физически сотрясли 30-тонный Warrior.
В результате этого яростного залпа огня, командир взвода и наводчик машины выбыли из строя по причине сотрясения мозга и других ранений, ранения также получили несколько солдат в задней части машины. Ущерб, нанесённый системам радиосвязи машины в результате взрыва, лишил Бехарри возможности связаться либо с экипажем башни своей автомашины, либо какой другой автомашиной Warrior, находившимися вокруг него. Он не знал живы ли его командир или члены экипажа или насколько серьёзными являются их травмы. В этой запутанной и опасной ситуации он по собственной инициативе закрыл люк своей машины и двинулся вперёд через засаду в попытке установить хоть какую-то связь, но остановился не доехав до баррикады, расположившейся поперек дороги.
Машина опять попала под непрерывный обстрел из реактивных гранатомётов бойцов повстанческих сил, разместившихся в переулках и на крышах домов вокруг его машины. Дальнейшее повреждение Warrior в результате этих взрывов привело к возгоранию и быстрому заполнению его густым, вредным дымом. Бехарри открыл бронированную крышку люка, чтобы облегчить обзор и соориентироваться в ситуации. У него по-прежнему отсутствовала радиосвязь, ввиду чего он все решения принимал по собственной иницативе в качестве водителя машины конвоя из шести Warrior в районе контролируемого противником города в ночное время. Он пришёл к выводу, что лучшим решением для спасения жизней членов экипажа будет прорыв из засады. Он провёл свой Warrior непосредственно через баррикады не зная того, были ли там мины или самодельные взрывные устройства, могущие уничтожить его машину. Сделав это, он вывел оставшихся пять Warrior за собой  в безопасное место.
После рассеивания дыма в водительской кабине, он разглядел очертания другого ракетного снаряда, движущегося в полете прямо к нему. Одной рукой он начал опускать тяжёлый бронированный люк, а другой всё ещё продолжал управлять своей машиной. Тем не менее, взрыв снаряда вырвал люк из его рук, пламя и взрывная волна пронеслись прямо над ним и вниз в водительскую кабину, в результате чего наводчик в башне, и так находившийся в полубессознательном состоянии, получил дополнительные ранения. Взрывом снаряда был сметён бронированный перископ Бехарри, ввиду чего он был вынужден вести транспортное средство по оставшейся части маршрута засады протяженностью около 1500 метров с распахнутым люком и головой, открытой вражескому огню, без какой-либо связи с любым другим транспортным средством. В течение этого длительного продвижения через засаду, машина была снова поражена реактивными снарядами и стрелковым оружием. Его голова оставалась вне люка для обозрения будущего маршрута, ввиду чего он подвергался огню и был поражён 7,62 мм пулей, которая пробилка его каску и застряла внутри.
Несмотря на этот яростный вражеский огонь, Бехарри продолжил пробиваться сквозь затянувшуюся засаду, по-прежнему возглавляя свой взвод, пока наконец не вырвался из неё. Он увидел ещё один Warrior из своей роты и последовал за ним по улицам Эль-Амары рядом со штаб-квартирой CIMIC, которая подвергалась обстрелу из стрелкового оружия со стороны окрестностей. Остановив свою машину на улице, не думая о своей собственной безопасности, он взобрался на башню всё ещё горящей машины, и, по-видимому, не обращая внимания на направляющийся к нему вражеский огонь из стрелкового оружия, вытащил своего раненого командира взвода из башни, оттащив его из транспортного средства в безопасное место к соседнему Warrior. Затем он снова вернулся на своё транспортное средство и снова поднялся на открытую башню, откуда вытащил стрелка машины и переместил его в безопасное место. Подставив себя в очередной раз под огонь противника, он вернулся к задней части горящей машины для того, чтобы вывести из него в безопасное место своих товарищей, дезориентированных и потрясённых, пострадавших и потерявших сознание. Войдя в свою горящую машину уже в третий раз, он проехал на нём по сложной шикане и добрался до безопасного периметра заставы, тем самым оторвавшись от врага. Только лишь после этого Бехарри потянул за ручки огнетушителя, отключил двигатель транспортного средства, спешился, а затем перебрался в относительно безопасное место позади другого Warrior. Оказавшись внутри, Бехарри упал от огромного физического и психического истощения своих возможностей и впоследствии сам был эвакуирован.
Вернувшись в строй после лечения, 11 июня 2004 года Бехарри на Warrior вошёл в часть сил быстрого реагирования, которым было поручено попытаться отрезать миномётную команду, напавшую на базу Коалиционных Сил в Эль-Амаре. В качестве водителя головной машины взвода он быстро двигался через тёмные городские улицы по направлению к предполагаемой огневой точке, когда его машина попала в засаду врага, засевшего на крыше. Во время этой яростной атаки противника реактивный снаряд взорвался на лобовой брони машины, всего в шести дюймах от головы Бехарри, причинив ему серьёзные травмы головы. Другие снаряда поразили башню и борта машины, в результате чего из строя вышел командир, а несколько членов экипажа получили ранения.
Кровь, текущая из головы, мешала его обзору, но Бехарри сохранил управление над своим транспортным средством и волевыми действиями вывел Warrior из района засады. Машина продолжила движение, пока не врезался в стену соседнего здания и остановился. Затем Бехарри потерял сознание в результате полученных ранений. Выведя машину из зоны поражения противником, он позволил членам других экипажей Warrior вывести его команду из машины, что значительно снизило их риск попасть под вражеский огонь. Несмотря на получение серьёзной черепно-мозговой травмы, из-за чего он был внесён в список серьёзно раненых и некоторое время находился в коме, можно считать, что его рассудительные действия перед лицом сильного и точного огня противника в пределах досягаемости спасли жизни членом его команды и обеспечили условия для их безопасной эвакуации и медицинского лечения.
Бехарри неоднократно демонстрировал невообразимую храбрость и несомненную доблесть, несмотря на интенсивные непосредственные атаки, нанёсённые ему травмы и повреждения его автомашины перед лицом безжалостных вражеских атак.
Оригинальный текст (англ.)Whitehall, London SW1

18th March 2005
The Queen has been graciously pleased to approve the award of the Victoria Cross to the under-mentioned:
ARMY
25136865 Private Johnson Gideon Beharry, ThePrincessofWales’sRoyalRegiment
Private Beharry carried out two individual acts of great heroism by which he saved the lives of his comrades. Both were in direct face of the enemy, under intense fire, at great personal risk to himself (one leading to him sustaining very serious injuries). His valour is worthy of the highest recognition.
In the early hours of the 1st May 2004 Beharry’s company was ordered to replenish an isolated Coalition Forces outpost located in the centre of the troubled city of Al Amarah. He was the driver of a platoon commander’s Warrior armoured fighting vehicle. His platoon was the company’s reserve force and was placed on immediate notice to move. As the main elements of his company were moving into the city to carry out the replenishment, they were re-tasked to fight through a series of enemy ambushes in order to extract a foot patrol that had become pinned down under sustained small arms and heavy machine gun fire and improvised explosive device and rocket-propelled grenade attack.
Beharry’s platoon was tasked over the radio to come to the assistance of the remainder of the company, who were attempting to extract the isolated foot patrol. As his platoon passed a roundabout, en route to the pinned-down patrol, they became aware that the road to the front was empty of all civilians and traffic – an indicator of a potential ambush ahead. The platoon commander ordered the vehicle to halt, so that he could assess the situation. The vehicle was then immediately hit by multiple rocket-propelled grenades. Eyewitnesses report that the vehicle was engulfed in a number of violent explosions, which physically rocked the 30-tonne Warrior.
As a result of this ferocious initial volley of fire, both the platoon commander and the vehicle’s gunner were incapacitated by concussion and other wounds, and a number of the soldiers in the rear of the vehicle were also wounded. Due to damage sustained in the blast to the vehicle’s radio systems, Beharry had no means of communication with either his turret crew or any of the other Warrior vehicles deployed around him. He did not know if his commander or crewmen were still alive, or how serious their injuries may be. In this confusing and dangerous situation, on his own initiative, he closed his driver’s hatch and moved forward through the ambush position to try to establish some form of communications, halting just short of a barricade placed across the road.
The vehicle was hit again by sustained rocket-propelled grenade attack from insurgent fighters in the alleyways and on rooftops around his vehicle. Further damage to the Warrior from these explosions caused it to catch fire and fill rapidly with thick, noxious smoke. Beharry opened up his armoured hatch cover to clear his view and orientate himself to the situation. He still had no radio communications and was now acting on his own initiative, as the lead vehicle of a six Warrior convoy in an enemy-controlled area of the city at night. He assessed that his best course of action to save the lives of his crew was to push through, out of the ambush. He drove his Warrior directly through the barricade, not knowing if there were mines or improvised explosive devices placed there to destroy his vehicle. By doing this he was able to lead the remaining five Warriors behind him towards safety.
As the smoke in his driver’s tunnel cleared, he was just able to make out the shape of another rocket- propelled grenade in flight heading directly towards him. He pulled the heavy armoured hatch down with one hand, whilst still controlling his vehicle with the other. However, the overpressure from the explosion of the rocket wrenched the hatch out of his grip, and the flames and force of the blast passed directly over him, down the driver’s tunnel, further wounding the semi-conscious gunner in the turret. The impact of this rocket destroyed Beharry’s armoured periscope, so he was forced to drive the vehicle through the remainder of the ambushed route, some 1500 metres long, with his hatch opened up and his head exposed to enemy fire, all the time with no communications with any other vehicle. During this long surge through the ambushes the vehicle was again struck by rocket-propelled grenades and small arms fire. While his head remained out of the hatch, to enable him to see the route ahead, he was directly exposed to much of this fire, and was himself hit by a 7.62mm bullet, which penetrated his helmet and remained lodged on its inner surface.
Despite this harrowing weight of incoming fire Beharry continued to push through the extended ambush, still leading his platoon until he broke clean. He then visually identified another Warrior from his company and followed it through the streets of Al Amarah to the outside of the Cimic House outpost, which was receiving small arms fire from the surrounding area. Once he had brought his vehicle to a halt outside, without thought for his own personal safety, he climbed onto the turret of the still-burning vehicle and, seemingly oblivious to the incoming enemy small arms fire, manhandled his wounded platoon commander out of the turret, off the vehicle and to the safety of a nearby Warrior. He then returned once again to his vehicle and again mounted the exposed turret to lift out the vehicle’s gunner and move him to a position of safety. Exposing himself yet again to enemy fire he returned to the rear of the burning vehicle to lead the disorientated and shocked dismounts and casualties to safety. Remounting his burning vehicle for the third time, he drove it through a complex chicane and into the security of the defended perimeter of the outpost, thus denying it to the enemy. Only at this stage did Beharry pull the fire extinguisher handles, immobilising the engine of the vehicle, dismounted and then moved himself into the relative safety of the back of another Warrior. Once inside Beharry collapsed from the sheer physical and mental exhaustion of his efforts and was subsequently himself evacuated.
Having returned to duty following medical treatment, on the 11th June 2004 Beharry’s Warrior was part of a quick reaction force tasked to attempt to cut off a mortar team that had attacked a Coalition Force base in Al Amarah. As the lead vehicle of the platoon he was moving rapidly through the dark city streets towards the suspected firing point, when his vehicle was ambushed by the enemy from a series of rooftop positions. During this initial heavy weight of enemy fire, a rocket-propelled grenade detonated on the vehicle’s frontal armour, just six inches from Beharry’s head, resulting in a serious head injury. Other rockets struck the turret and sides of the vehicle, incapacitating his commander and injuring several of the crew.
With the blood from his head injury obscuring his vision, Beharry managed to continue to control his vehicle, and forcefully reversed the Warrior out of the ambush area. The vehicle continued to move until it struck the wall of a nearby building and came to rest. Beharry then lost consciousness as a result of his wounds. By moving the vehicle out of the enemy’s chosen killing area he enabled other Warrior crews to be able to extract his crew from his vehicle, with a greatly reduced risk from incoming fire. Despite receiving a serious head injury, which later saw him being listed as very seriously injured and in a coma for some time, his level-headed actions in the face of heavy and accurate enemy fire at short range again almost certainly saved the lives of his crew and provided the conditions for their safe evacuation to medical treatment.

Beharry displayed repeated extreme gallantry and unquestioned valour, despite intense direct attacks, personal injury and damage to his vehicle in the face of relentless enemy action.

Объявляя о награждении, начальник Генерального штаба генерал Майкл Джексон отметил «самоотверженный героизм» Бехарри: «Не могу припомнить того случая, когда я последний раз был так горд армией, как сегодня»; также он сказал, что «крест Виктории находится на таком высоком положении в нашей стране, ввиду чего любому его кавалеру по праву оказывается огромное уважение за то, что он сделал». Начальник штаба обороны Майкл Уокер заявил, что оказанные «почести являются признанием высокого уровня подготовки, характера, способностей и решимости наших людей», отметив, что гордится не только теми, кто был представлен к наградам, но и всеми военнослужащими, продолжающими «исполнять свои разнообразные обязанности по всему миру». Министр обороны Джефф Хун сказал, что награды являются «признанием выдающихся достижений этих экстраординарных мужчин и женщин за совершённые ими действия большой отваги, храбрости и решительности». Премьер-министр Гренады Кит Митчелл заметил, что достижение Бехарри «будет вдохновлять молодых мужчин и женщин Гренады и должно быть использовано в качестве примера, демонстрирующего то, что самые непосильные проблемы и наитруднейшие времена обязательно могут быть преодолены». Узнав о своём награждении, Бехарри буквально «потерял дар речи»: «Может, я и проявил мужество, не знаю. Думаю, любой на моем месте сделал бы то же самое. В тот момент я просто делал свою работу, у меня не было времени на какие-либо размышления». Бехарри был удостоен креста Виктории за два отдельных акта героизма, в которых, по некоторым оценкам, он спас жизни 30 человек, став лишь одним из тринадцати живущих кавалеров данной награды.
27 апреля 2005 года Бехарри прибыл на церемонию инвеституры в Букингемском дворце в сопровождении жены Линтии, тёти Ирен и дяди Раймонда. Королева Великобритании Елизавета II возложила на его грудь крест Виктории, отметив, что ей «не очень часто получается лично наградить крестом Виктории», после чего добавила: «Ты особенный». На тот момент, последняя церемония вручения креста Виктории живому кавалеру прошла в 1966 году. Во дворце в интервью журналистам Бехарри отметил, что не может поверить тому, что сделал тогда в Ираке: «Но то, что я делал, было моим выбором. Я знал, что должен был сделать всё возможное, потому что иначе не мог бы жить в мире с самим собой». В тот день награждены были и гражданские лица, в том числе Сева Новгородцев, а также генерал Майкл Джексон, посвящённый в рыцари Большого креста ордена Бани, который отметил, что «был в тени рядового Бехарри, и вполне справедливо — было честью стоять с ним рядом». Впоследствии Джексон сказал, что Бехарри подвергался расистским оскорблениям по причине цвета своей кожи; так, председатель крайне-правой Британской национальной партии Ник Гриффин тогда же заявил, что действия «иммигранта» Бехарри, спасшего 30 человек, были просто «рутинными», а награду он получил в силу позитивной дискриминации со стороны «сошедшего с ума правительства».
Крест Виктории является самой высокой британской военной наградой, учреждённой 29 января 1856 года королевой Викторией, которая лично выбрала надпись на аверсе — «За Доблесть». Впервые награда была присуждена за действия в Крымской войне и была отлита из бронзы пушек, захваченных у русских войск при осаде Севастополя. Бехарри стал первым кавалером креста за 23 года после посмертных награждений Иэна Маккея и Герберта Джонса во время Фолклендской войны в 1982 году; первым живым кавалером с 1969 года после награждений Кита Пэйна и Рэя Симпсона за действия во время войны во Вьетнаме; и первым живым кавалером в Британской армии с 1965 года после награждения гуркха Рамбахадура Лимбу во время индонезийско-малайзийской конфронтации (в 2015 году креста Виктории был удостоен Джошуа Лики, ставший первым живым кавалером за время войны в Афганистане и шестым прижизненно награждённым вообще).

### Дальнейшая служба
Несмотря на тяжёлые травмы, по причине которых он не до конца оправился даже к моменту награждения, Бехарри продолжил числиться в рядах армии, но не на активной службе. Повреждения пяти позвонков в нижней части спины и травма плеча не позволяли Бехарри полностью владеть правой рукой, на голове остались шрамы, непрекращавшаяся боль преследовала его в течение последующих шести лет. Впоследствии Бехарри перестал принимать лекарства, за исключением некоторых таблеток от неврологических проблем, научившись «контролировать свою боль» с помощью «витаминов и хорошей диеты», считая свою борьбу с травмами вопросом «превосходства ума над материей».
26 сентября 2006 года Бехарри был повышен в звании до младшего капрала и как кавалер креста Виктории он начал получать жалование в размере 1495 фунтов стерлингов в год. В 2008 году татуировщик Дэвид Гроувз за шесть месяцев работы наколол изображение креста Виктории на спине Бехарри, который отметил: «Медаль является частью меня». В 2010 году Бехарри хотел уйти в отставку, так как ему не разрешили отправиться на войну в Афганистане. Также он был недоволен тем, что ему дали работу в военкомате, объяснив, что не ради этого вступал в армию. 1 июня 2012 года Бехарри был повышен в звании до капрала и получил назначение в отдел связей с общественностью домашнего дивизиона, в связи с чем перешёл в чин младшего сержанта, являющийся эквивалентом звания капрала.
4 октября 2016 года Бехарри был награждён медалью «За долгую службу и хорошую выслугу», а 7 февраля 2017 года был удостоен высшей награды Гренады — ордена Гренады степени компаньона, на принятие которого королевой было выдано специальное разрешение.

### Общественная и благотворительная деятельность
Как кавалер креста Виктории Бехарри занялся активной общественной деятельностью в среде ветеранского движения, а также попробовал себя в ораторском мастерстве и стал оратором-мотиватором, выступающим с лекциями о своей жизни и военной службе. В 2005 году в газете «The Sunday Times» было сообщено о том, что Бехарри получил 1 миллион фунтов стерлингов на написание автобиографии. Книга под названием «Barefoot Soldier» была написана в сотрудничестве с журналистом Ником Куком и опубликована в 2006 году издательством «Little Brown Book Group».
В 2006 году на стенде Гренады на выставке «Chelsea Flower Show» в присутствии Бехарри был представлен новый сорт геликонии, названный в его честь — «Johnson Beharry V.C.». Цветок, представляющий собой длинный стебель с ярко-красными цветами, напоминающими длинные клювы птиц, был выведен бывшим гражданским служащим Деннис Ноэль на ферме Балтазар-Эстэйт в округе Сент-Эндрю на Гренаде. Позже Бехарри отметил: «Мне подарили несколько цветов, они растут у меня дома. Вот только ухаживать за ними оказалось сложнее, чем управлять танком». В том же году Бехарри дал интервью для третьего эпизода «Современная эпоха» документального телесериала «Герои Креста Виктории», в который были включены архивные съёмки и художественная реконструкция событий тех дней в Ираке. В 2007 году телекомпания «BBC» отменила производство 90-минутного фильма о Бехарри под рабочим названием «Victoria Cross». По сообщениям издания «The Daily Telegraph», фильм якобы мог представить те события в слишком положительном ключе и оттолкнуть от канала некоторое количество зрителей, выступающих против ведения войны в Ираке. В том же году портрет Бехарри в военной форме кисти художника-самоучки Эммы Уэсли был представлен в Национальной портретной галерее в Лондоне, после чего вошёл в действующую экспозицию. Уэсли писала портрет в конце лета 2006 года в лондонской квартире Бехарри в течение трёх сеансов позирования, занимавших от двух до четырёх часов. Сама художница отмечала, что ей было «важно то, что внутри Джонсона, его скромность, отвага, щедрость, человечность и чувство юмора, но в меньшей степени его окружение». В 2007 году в галерее был представлен фотопортрет Бехарри работы Жиля Прайса. Изображение Бехарри также было размещено на почтовых марках Гренады.
В 2007 году Бехарри вынес Кубок Англии на поле только что открытого принцем Уильямом нового стадиона «Уэмбли» перед матчем между футбольными командами «Челси» и «Манчестер Юнайтед». В том же году он посетил штаб-квартиру благотворительного фонда «Gardening Leave», занимающегося терапией ветеранов вооружённых сил с помощью садоводства. В 2008 году Бехарри вместе с кавалерами крестов Виктории и Георга побывал на приёме у принца Чарльза и герцогини Камиллы в Сент-Джеймсском дворце. В том же году Бехарри выступил в качестве сопровождающего 110-летнего Гарри Пэтча (на тот момент, одного из всего лишь трёх остававшихся в живых британских ветеранов Первой мировой войны) на церемонии почтения павших на борту корабля «HMS Somerset» и поучаствовал в запуске кампании по распространению «маков памяти» в память о погибших участниках войн, а затем снова сопровождал Пэтча на церемонии у Кенотафа в Уайтхолле в честь 90-летия со дня подписания перемирия. В 2009 году в программе «Today» на радиостанции «BBC Radio 4» Бехарри на примере своего собственного опыта жизни с постоянной болью, ночными кошмарами, перепадами настроения и случаями необъяснимой агрессии раскритиковал фактическое отсутствие поддержки бывших военнослужащих, страдающих от проблем с психическим здоровьем. В качестве примера он рассказал, что однажды прождал три часа в больнице лишь для того, чтобы встретиться с врачом Национальной службы здравоохранения. Позже Бехарри отмечал: «Я почти всё время испытываю головные боли и ко мне до сих пор приходят кошмары и воспоминания. Если я говорю с кем-то, то вдруг выпадаю и оказываюсь в другом месте. Я возвращаюсь в Ирак, становясь солдатом из горящей автомашины». В том же году в День памяти во время службы в Вестминстерском аббатстве, посвящённой умершим последним трём ветеранам Первой мировой войны, проживавшим в Великобритании (Биллу Стоуну, Генри Эллингему и Гарри Пэтчу), Бехарри вместе с Марком Дональдсоном, первым получателем креста Виктории для Австралии, передал королеве Великобритании Елизавете II венок, который она позже возложила к могиле Неизвестного солдата. В тот же день Бехарри отказался пожать руку премьер-министру Великобритании Гордону Брауну, так как тот ещё во время приёма на Даунинг-стрит, 10 в 2008 году не смотрел никому из военнослужащих глаза в глаза.
В 2010 году Бехарри посетил Королевскую военную школу герцога Йоркского в Дувре, где принял парад; побывал на премьере фильма «Неудержимые» в Лондоне в присутствии Сильвестра Сталлоне, Дольфа Лундгрена и Джейсона Стейтема; посетил Королевский военный госпиталь в Челси; побывал на выставке «Мы были там» в Брадфорд-колледже в Брадфорде, рассказывающей о роли этнических меньшинств в армии; встретился с кавалерами креста Виктории и Георга вместе с принцем Чарльзом и герцогиней Камиллой на службе в церкви Сент-Мартин-ин-зе-Филдс на Трафальгарской площади и на приёме в Кларенс-хаусе; также принял участие в церемонии у Кенотафа в Уайтхолле вместе с 92-летним кавалером креста Виктории Лачиманом Гурунгом. В 2011 году Бехарри появился в 6-м сезоне шоу «Танцы на льду», транслировавшемся по телеканалу «ITV», в партнёрстве с канадской фигуристкой Джодейн Хиггинс. Хоть Бехарри никогда не вставал на коньки и не ходил на ледяной каток, на приглашение своего агента в шоу он ответил решительным «да», признавшись, что сделал это ради своей бабушки. Бехарри и Хиггинс прошли в полуфинал, но затем выбыли из соревновательной программы, несмотря на то, что их пара пользовалась поддержкой у зрителей и вполне могла победить. Хиггинс не сожалела о проигрыше, отметив, что «каждое мгновение, проведённое на льду с этим человеком, воистину воодушевляет».
|                                                                                            |  |  |  |
| Конкурсные выступления Бехарри и Хиггинс на шоу «Танцы на льду», Манчестер Арена, 2011 год |  |  |  |

В том же году Бехарри стал приглашённым спикером на совещании по проблеме терроризма, организованном в Туикенеме полицией Ричмонд-апон-Темса, где выступил перед учениками нескольких школ; принял участие в церемонии закладки посёлка из 200 домов для ветеранов, пенсионеров, инвалидов и раненых военнослужащих у Эбчестера; в качестве члена жюри участвовал во вручении премии «Pride of Britain Awards»; посетил боксёрский матч на Кубок Королевского Альберт-холла, окончившийся победой военнослужащих Британской армии над членами Вооружённых сил США; побывал с лекцией в Саут-Темс-колледже в Лондоне.
В 2012 году Бехарри с рассказами о своей жизни и военной карьере посетил в Ашкрофтскую технологическую академию в Патни, Каршалтон-колледж в Саттоне, Академию Лондонского сити в Саутуарке, Хаммерсноттскую академию и Школу математики и наук в Дарлингтоне, Редкар-энд-Кливленд-колледж в Редкаре. Также он принял участие в праздновании бриллиантового юбилея Елизаветы II, а затем был награждён соответствующей медалью из рук принца Чарльза и герцогини Камиллы. В том же году Бехарри вместе с кавалерами креста Виктории Беном Робертс-Смитом, Китом Пэйном, Уильямом Спикмэном и Рамбахадуром Лимбу посетил Королевский артиллерийский музей в Вулвиче, где они увидели пушки, из которых отливались кресты. Также Бехарри стал послом Национальной гражданской службы, занимающейся привлечением подростков к участию в жизни общин в качестве волонтёров. В том же году в день Вооружённых сил Бехарри принял участие в эстафете олимпийского огня Летних олимпийских игр на участке в Национальном мемориальном дендрарии в Алревасе, графство Стаффордшир. Он отметил, что это был очень «эмоциональный опыт», так как «в день Вооруженных сил нам очень важно ощущать поддержку наших действий со стороны широкой общественности». В том же году Бехарри получил первое место на конкурсе «Величайший человек британской современности», обогнав Стивена Хокинга и Дэвида Аттенборо. Также он выступил на передаче Аджеда Джонса «Good Morning Sunday» на «BBC Radio 2», а затем принял участие в поминальной службе в Вестминстерстком аббатстве.

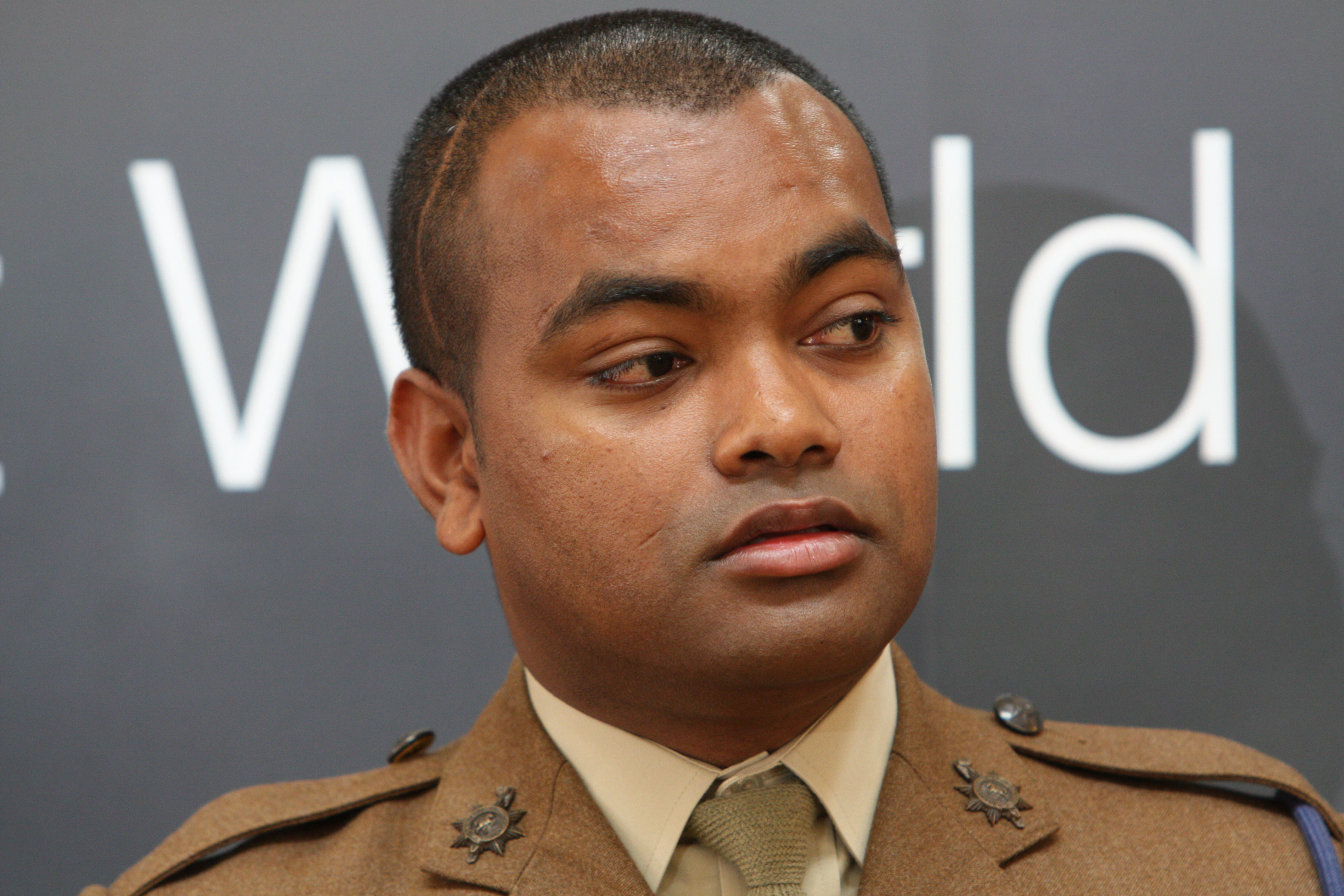
Джонсон Бехарри на мероприятии в честь кавалеров креста Виктории, 2014 год

В 2013 году Бехарри побывал на благотворительном концерте Армейских кадетских сил в учебном центре в Крикхауэлле; посетил Национальный мемориальный дендрарий, где получил в подарок олимпийский факел, который нёс на церемонии в предыдущем году; выступил с речами в школе и в кафедральном соборе в Питерборо; поддержал решение Премьер-лиги о бесплатной постройке футбольного стадиона в бельгийском Ипре, отметив, что это всё является «замечательным способом связывания истории с жизнью», так как именно там «многие футболисты смогут оценить масштаб войны». В 2014 году Бехарри дал лекцию в Далидж-колледже в Далидже; выступил судьёй на первом раунде европейского чемпионата по фристайлу в Лондоне; вместе с Марком Дональдсоном, герцогом Кентским и баронессой Варси в Ланкастер-хаусе представил таблички с именами 175 иностранцев, награждённых крестом Виктории во время Первой мировой войны; открыл выставку «Излечение: От Фландрии от Афганистана» в медицинском музее Такрэй около Сент-Джеймсского госпиталя в Лидсе; открыл мемориал у церкви Святой Троицы на Хай-стрит в Хоунслоу в честь военнослужащих, погибших во всех вооружённых конфликтах Великобритании; а также принял участие в закладке в Бренте первых камней мемориальной брусчатки с именами кавалеров креста Виктории времён Первой мировой войны, размещающейся в местах их довоенного проживания. Бехарри входил в экспертный совет по разработке дизайна камней, по результатам работы которого был утверждён проект Чарли Маккейта из Лондона. Данная программа была осуществлена в рамках кампании «Почитай наших героев креста Виктории», начатой газетой «The Sun» и направленной на восстановление всех могил кавалеров, нуждающихся в ремонте. В том же году Бехарри поведал о своей жизни в Академии Стокли в Хиллингдоне; пообщался с учениками школы в Шерборне; встретился с принцем Гарри во время поездки на автобусе «Routemaster» по Лондону с целью поддержки «Дня мака памяти»; участвовал в церемонии открытия памятника в Уайтхолле в честь лейтенанта Франка де Пааса, первого еврея и первого офицера Индийской армии, награждённого крестом Виктории. Также в числе многих видных военных Бехарри присоединился к кампании газеты «The Evening Standard» по поддержке бездомных и малоимущих ветеранов войн, отметив, что каждое Рождество он работает волонтёром в благотворительных столовых. Являясь членом совета «WW1 Victoria Cross Panel» и поддерживая ряд благотворительных организаций, при помощи лорда Ашкрофта Бехарри учредил фонд «JBVC Foundation», занимающийся помощью, реабилитацией, обучением бывших членов уличных банд на благо мира и труда. После этого Бехарри предложил создать подобный фонд и на территории Гренады.
В 2015 году Бехарри посетил начальную школу Ривербриджа в Стайнесе, где рассказал о своей благотворительной деятельности; принял участие в закладке 145 памятных камней в Национальном мемориальном дендрарии, на первом из которых было увековечено его имя, а затем в сопровождении премьер-министра Дэвида Кэмерона возложил к ним венки; открыл «Центр Бехарри» в Каттерикском гарнизоне, предназначенный для проживания и обучения военнослужащих. В 2016 году Бехарри принял участие во вручении премий газеты «The Sun» для британских военнослужащих. В 2017 году Бехарри прибыл в Нью-Йорк в качестве почётного гостя на благотворительный показ мод Шона Коннери в помощь ветеранам войны, но опоздал на него, так как был продержан пограничниками три часа в аэропорту имени Джона Кеннеди из-за «антиимигрантского указа» президента США Дональда Трампа. Бехарри, выглядящий «немного по-азиатски», впоследствии признался, что «чувствовал себя униженным»: «Я думаю, они удерживали меня, потому что в моём паспорте написано, что я был в Ираке». По словам Бехарри, он объяснил, что «был в Ираке, сражаясь в Британской армии, но их, похоже, это не заботило. Чиновники впустили меня лишь после того, как я поднял шум. Это был худший опыт в моей жизни». В 2019 году фотографии татуировок британских военнослужащих, в том числе и Бехарри с его крестом Виктории на спине, были выставлены в экспозиции Королевского британского легиона в Национальном мемориальном дендрарии. В 2020 году стало известно, что Бехарри ведёт переговоры об экранизации своей биографии с рядом голливудских киностудий, такими как «Netflix» и «Fox Film».

## Награды

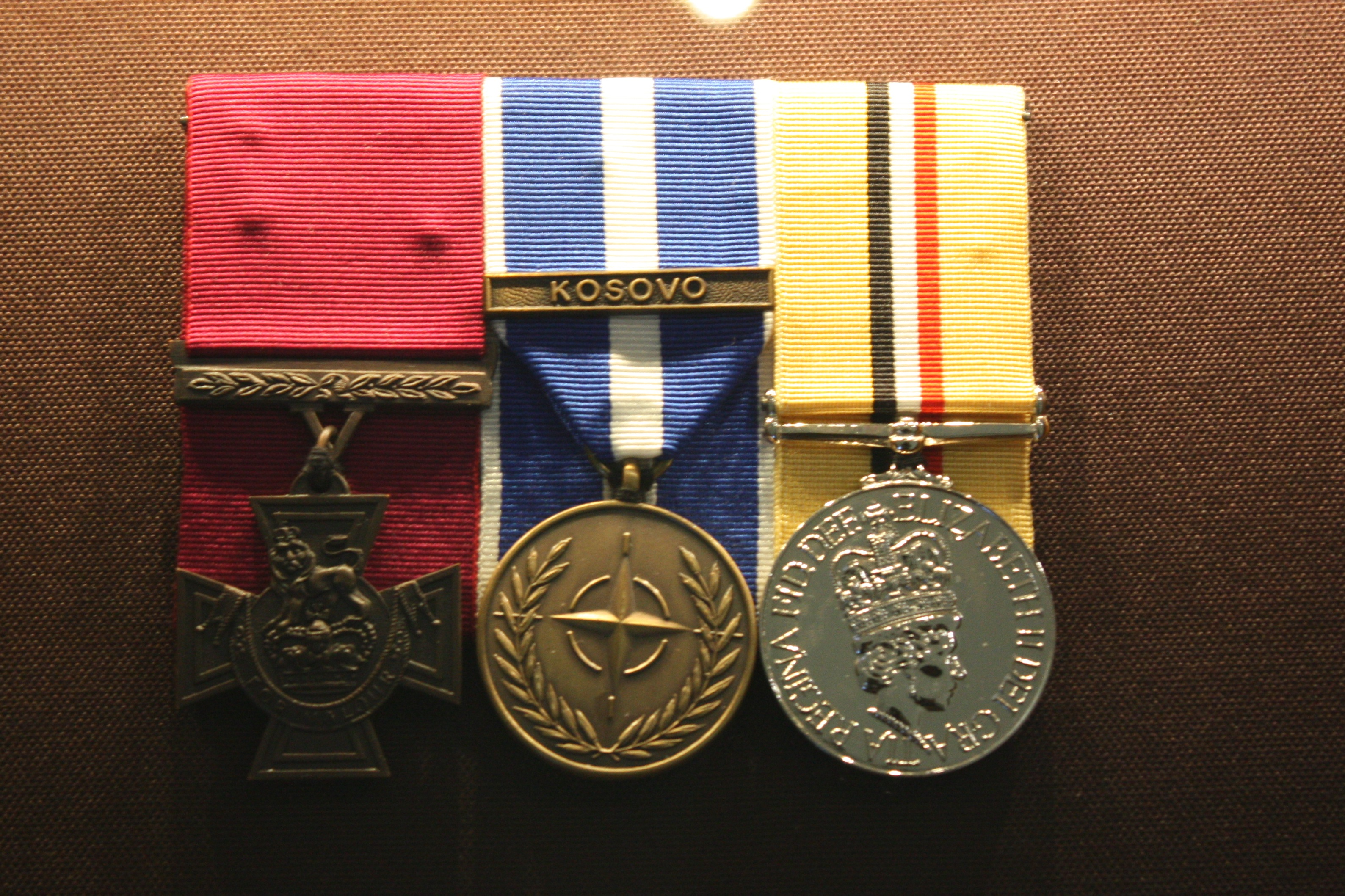
Некоторые награды Бехарри в экспозиции Имперского военного музея, 2011 год

Бехарри удостоен следующих наград: крест Виктории, медаль НАТО с пряжкой «Косово», Иракская медаль, медаль Бриллиантового юбилея королевы Елизаветы II, медаль «За долгую службу и хорошую выслугу», орден Гренады степени компаньона.
В настоящее время крест Виктории, награды, личные вещи и шлем Бехарри выставлены на арендной основе в галерее лорда Ашкрофта в Имперском военном музее в Лондоне. С момента награждения Бехарри надевал крест Виктории всего лишь несколько раз потому, что награда навевает ему печальные воспоминания о погибших товарищах. По этой причине, а также из-за большой ценности награды, он носит только её реплику.
В 2012 году Бехарри продал одну из двух принадлежащих ему реплик креста Виктории за 12 тысяч фунтов стерлингов бизнесмену, пожелавшему остаться неизвестным. Параллельно Бехарри выставил на аукцион реплику одной из планок с четырьмя наградами, деньги от продажи которой потратил на благотворительность.
В 2011 году получил степень почётного доктора инженерии от университета Суссекса, будучи покровителем учебной автомобильной гоночной команды «Mobil 1 Team Sussex». В 2012 году стал почётным гражданином боро Саутуарк, а в 2014 году — боро Хаунслоу, где живёт со своей семьёй.

## Личная жизнь
В 2002 году Бехарри женился на подруге своего детства — Линтии (род. в 1976 г. на Гренаде), гражданской служащей медицинского отдела министерства обороны. Из-за проблем в семье, вызванных в том числе военными травмами, в 2005 году после восьми лет совместной жизни и двух лет брака Бехарри растался с Линтией.
В это время Бехарри начал встречаться с Тамарой Винсент (род. в 1982 г. на Гренаде). По некоторым данным, он завёл роман, когда был ещё в браке. В 2010 году Бехарри рассказал, что ещё в 2008 году предпринял попытку самоубийства с целью положить «конец» депрессиям и ночным кошмарам. После ссоры с девушкой, он выехал из своего дома в Далидже на своём автомобиле «Lexus IS250» и на скорости в 100 миль в час целенаправленно въехал в фонарный столб. Бехарри потерял сознание и был доставлен в больницу, но остался в живых, отделавшись лёгкими травмами.
В 2013 году в обстановке полной секретности на закрытой церемонии в Таун-холле Олд-Мэрилебона и Савойской часовне в Лондоне, Бехарри женился во второй раз — на дантисте Малиссе Венис Ноэль (род. в 1983 г. на Гренаде), спустя два года с момента их знакомства. В связи со свадьбой молодожёны получили поздравления от королевы и принца Уэльского. В том же году было объявлено о беременности Малиссы. Через четыре месяца после свадьбы, 5 августа у них родился первый ребёнок — сын Айден. По словам Бехарри, ребёнок помог найти смысл в жизни, сделав спокойнее и счастливее. Впоследствии он отметил, что не желает своему сыну военной карьеры.
В 2014 году Бехарри вместе со своей семьёй побывал на Гренаде, где выступил с поддержкой инициатив по развитию туризма. Несмотря на известность, одетого в военную форму Бехарри не узнают на улицах.